# Light in the Dark
Pour plus de détails, voir Fiche technique et Distribution.
Light in the Dark est un film dramatique/thriller nigérian de 2019 réalisé par Ekene Som Mekwunye. Le casting comprend certains des acteurs les plus renommés de Nollywood, comme Rita Dominic, Joke Silva, Saidi Balogun, Kiki Omeili, Bimbo Ademoye et Kalu Ikeagwu.

## Synopsis
Le film raconte l'histoire d'un couple, Emeka et Jumoke, qui sont mariés depuis 11 ans et ont une fille qu'ils chérissent. Jumoke souhaite ardemment avoir un autre enfant, de préférence un garçon pour apaiser la famille d'Emeka. Leur vie est bouleversée lorsqu'un gang les attaque une nuit, et le chef du gang décide de violer Jumoke. Cette terrible épreuve crée une tension immense dans leur relation, rendant les choses encore plus difficiles alors qu'une série d'événements se met en place.

## Distribution
Le film présente Rita Dominic, Joke Silva, Kiki Omeili, Kalu Ikeagwu, Bimbo Ademoye, Ngozi Nwosu, Saidi Balogun, Emmanuel Mannie Essien etc. Ekene Som Mekwunye est le réalisateur et producteur de ce film, en collaboration avec Chidinma Uzodike.

## Projections et accueil
Le film a été présenté dans plusieurs festivals de cinéma à travers cinq continents, dont le Soo Film Festival, le Silicon Valley African Film Festival aux États-Unis, le festival international du film de Brasilia au Brésil, le festival du film Nollywood Week à Paris, le Festival international du film de Durban en Afrique du Sud et le Festival international du film Diorama en Inde.
Il sort dans les cinémas nigérians et ghanéens le 25 janvier 2019. etc,. En 2019, il est nommé quatre fois aux African Movie Academy Awards. Il remporte le premier prix du meilleur film au Festival international du film de Kaduna en 2020, où Ekene Som Mekwunye a également reçu le prix du meilleur réalisateur. Light In The Dark est disponible sur Netflix.